# Nicolas Kurtovitch
Nicolas Kurtovitch (* 20. Dezember 1955 in Nouméa) ist ein französischer Schriftsteller aus Neukaledonien. Er ist der meistgelesene Autor neukaledonischer Literatur des 20. und beginnenden 21. Jahrhunderts. Sein Schreibstil wird als Hybrid zwischen der französischen und kanakischen Kultur beschrieben. Seine Werke werden insbesondere an verschiedenen Universitäten Ozeaniens studiert.

## Leben

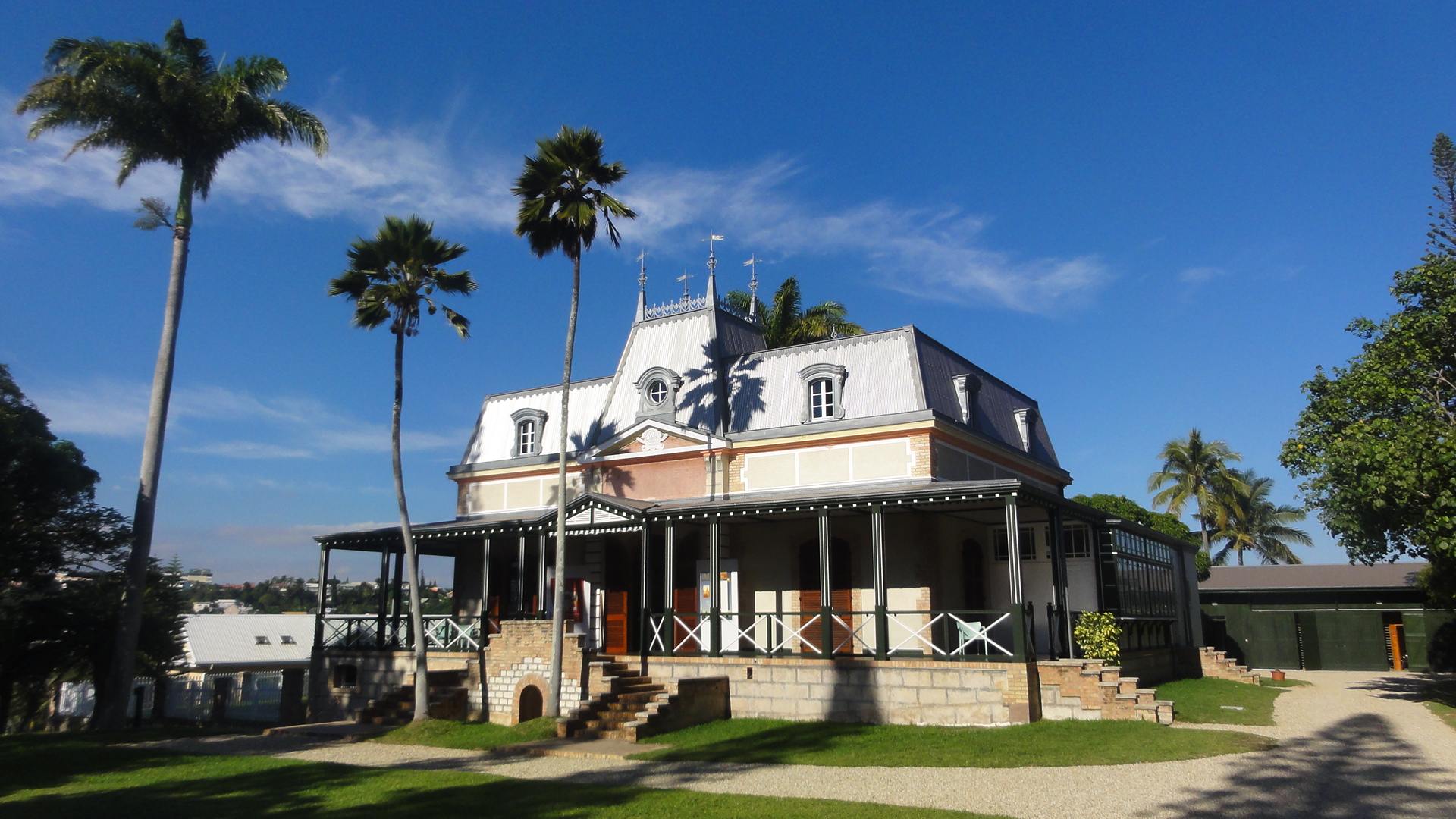
Château Hagen – das ehemalige Wohnhaus seiner Mutter in Nouméa

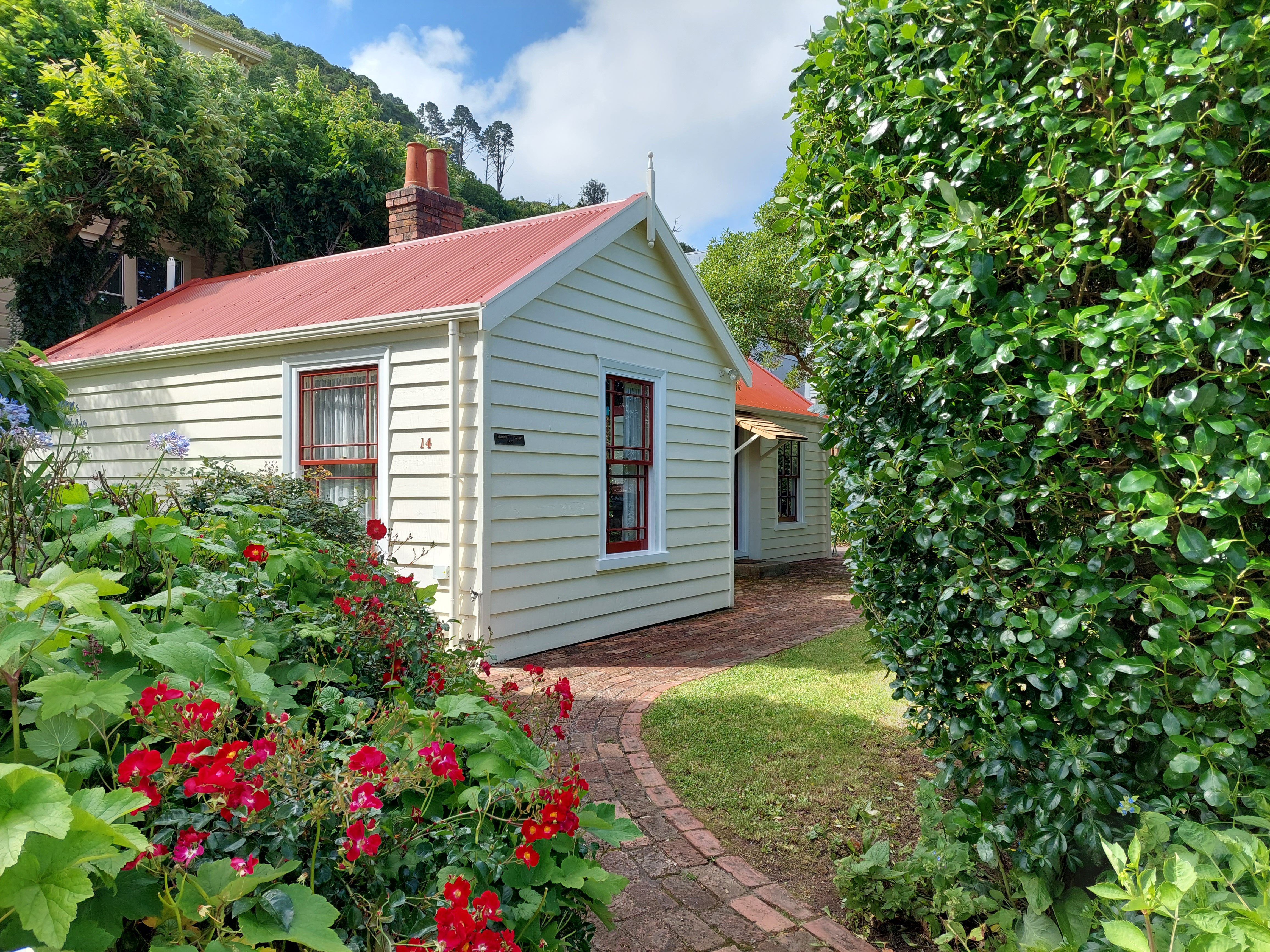
Randell Cottage in Wellington

Kurtovitch wurde 1955 als Sohn des jugoslawischen Einwanderers Slobodan Kurtovitch und Bernadette Hagen, einer Neukaledonierin mit bayrischen Vorfahren, in Nouméa geboren. Er gehört einer sehr einflussreichen Familie des französischen Überseegebiets an. Sein Bruder ist der Historiker und FLNKS-Politiker Ismet Kurtovitch, seine Schwester ist die Lokalpolitikerin Yasmina Metzdorf und sein Neffe ist der neukaledonische Parlamentsabgeordnete Nicolas Metzdorf.
Nach seiner Schulzeit in Neukaledonien bereiste er zunächst Australien und Neuseeland, anschließend studierte er 1977–1980 Geographie in Aix-en-Provence. Er kehrte nach Neukaledonien zurück und unterrichtete an einer Schule auf der Insel Lifou. Danach wechselte er auf das Lycée Do Kamo in Nouméa, das sich besonders der Förderung der Kanak widmet, und wurde später dessen Direktor.
Zusätzlich zu seinen eigenen Werken trug er zur Entwicklung der neuen neukaledonischen Literatur als Präsident des neukaledonischen Schriftstellerverbands mit seinen Rezensionen bei. Er ist außerdem Mitglied der Schriftstellervereinigung Société des Gens de Lettre de France.
Seine erste Gedichtsammlung Sloboda (Freiheit) erschien 1973, als er 18 Jahre alt war. Nach einer längeren Pause veröffentlichte er ab 1983 ununterbrochen weitere Gedichte und Kurzgeschichten. Erst viel später in seinem Werdegang erschienen Theaterstücke wie Le Sentier Kaawenya, das 1998 im Tjibaou-Kulturzentrum uraufgeführt wurde, oder Kalachakra, welches er 1999 für das Festival Equinoxe de Nouméa schrieb. Im selben Jahr veröffentlichte er zusammen mit der Co-Autorin Déwé Gorodey die Gedichtesammlung Dire le Vrai, die auch als zweisprachiges Werk (englisch, französisch) erschien. Es folgte das Stück Les dieux sont borgnes, das er mit dem Kanak Pierre Gope verfasste und 2002 in Avignon gespielt wurde. 
Von 2007 bis 2008 war er „Writer in Residence“ am Randell Cottage in Wellington. Er ist ein begeisterter Leser japanischer Aikido-Gedichte. Im Jahr 2015 trat er in den Ruhestand. Er leitet das Maison du livre de la Nouvelle Calédonie und ist Vizepräsident des neukaledonischen Schriftstellerverbands.

## Werke

### Romane
- Good night friend. Papeete: Au Vent des îles, 2006.
- Les Heures italiques. Papeete: Au Vent des îles, 2009.
- Dans le ciel splendide. Papeete: Au Vent des îles, 2015

### Poesie
- Sloboda, Nouméa, 1973.
- Vision d’Insulaire, Paris, Éditions St-Germain-des-Prés, 1983,
- Souffle de la nuit, Nouméa, Éditions St-Germain-des-Prés, 1985.
- L’arme qui me fera vaincre, Nouméa, Éditions Vent du Sud, 1988.
- Homme Montagne, Paris, Éditions Guy Chambelland, 1993
- Assis dans la barque, Nouméa, Éditions Grain de Sable, 1994
- Avec le masque, Paris, Éditions Guy Chambelland, 1997
- Dire le vrai / To Tell the Truth, édition bilingue de 18 poèmes avec Déwé Gorodé, Nouméa, Éditions Grain de Sable, 1999.
- On marchera le long du mur, Paris, Librairie-Galerie Racine, 2000.
- Poème de la solitude et de l’exil, Association Kalachakra, Nouméa 2001.
- Autour Uluru, phot. de Nicole Kurtovitch, Paris, Éditions Galerie-Racine, 2002
- Ode aux pauvres, Nouméa, Association Kalachakra, 2002.
- Haïbun de Ouessant, Nouméa, Éditions Les Océaniles et Kalachakra, 2003
- Le Piéton du Dharma, Nouméa, Éditions Grain de Sable, 2003 – Lauréat du Salon du livre insulaire d’Ouessant 2003.
- Le Dit du cafard taoïste, ill. de Mathieu Venon, Nouméa, Éditions Kalachakra, 2005.
- Cette poignée de main, avec Annie Rosès, Nouméa, Éditions Les Océaniles et Kalachakra, 2009.
- Les arbres et les rochers se partagent la montagne, Paris, Ed Vent d’ailleurs, 2010 – Lauréat du Prix Vi Nimö des lycéens en Nouvelle-Calédonie 2011
- Ombre que protège l’ombre, Paris, Éditions vents d’ailleurs, 2014.
- Où irons nous ces jours prochains, Rochefort, Éditions les petites allées, 2016.
- L’amour des gens, Paris, Ed Vents d’ailleurs, 2018
- Les invisibles – Rochefort, Ed Les petites allées, 2019.
- Nous nous sommes jetés hardis à l’eau du fleuve. En résonance avec Solar plates, photographies d’Annie Rosès. Paris: Les Océanîles, 2020.

### Novellen
- Forêt, terre et tabac, Nouméa, Éditions du Niaouli, 1993.
- Lieux, Nouméa, Éditions Grain de Sable, 1994.
- Totem, Nouméa, Éditions Grain de Sable, 1997.
- Lieux II, Nouméa, Éditions Grain de Sable, 2007.

### Theater
- Le Sentier Kaawenya, L’autre und Qui sommes-nous ?, Nouméa, Éditions Grain de Sable, 1998.
- Les dieux sont borgnes, mit Pierre Gope, Nouméa, Éditions Grain de Sable, 2002.
- Couture à la maison Hagen, in Ô saisons, ô châteaux !, Sammelwerk, Nouméa, 1999.
- La Commande, Nouméa, Éditions Traversées, 2004.
- La Balançoire, Nouméa, Éditions Écrire en Océanie, 2016.

### Jugendliteratur
- Iamelé et Willidone, illustriert von Julie de Waligorski, Comps, Les Éditions du Bonhomme vert, 2007.

### Schriften in Sammelbänden und Zeitschriften
- Être aujourd’hui, Être Caldoche aujourd’hui. Nouméa: Île de Lumière, 1994: 155-159.
- Couture à la Maison Hagen. Ô Saisons, ô châteaux ! (collectif). Nouméa: L’Herbier de Feu, 2001: 81-95.
- Texte avec le bout des doigts. Jour & nuit – La SLN depuis 125 ans… Nouméa: Société le Nickel, 2005. 26-27.
- Tentation caméléon et métissage culturel. Archipel 1 (août 2007, revue du Salon du livre insulaire d’Ouessant).
- Poème en l’île d’Ouessant und Deux jours à Pouitchala. Archipel 2 (2008).
- J’irai und Juillet à Neho, Gedichte, und Écrire en pays dominé lorsque sa culture, sa langue, sont les outils de la domination, Essay. Nouméa: Association des écrivains de Nouvelle-Calédonie, 2007: 57-58, 116-121,
- Des feuilles und Vivre au pied de la Montagne Kaala. Carnavalesques 2007 (revue de découverte des écritures françaises contemporaires, Nancy).
- Partie de cartes, Novelle ; Wellington est une capitale, Gedicht, und Cette Poignée de main, poetisches Essay. Sillages d’Océanie 2009. Nouméa: Association des écrivains de Nouvelle-Calédonie, 2009: 30-33, 70-72, 145-152.
- Rendez-vous, Novelle. Ensemble au travail. Nouméa: Institut supérieur du travail, 2011: 39-43.
- Sous l’eau, Gedicht. Il y a toujours une guêpe pour piquer un visage en pleurs. Nouméa: Association des écrivains de la Nouvelle-Calédonie, 2011: 39.
- L’Allée couverte de graviers blancs, Novelle. Nouvelles calédoniennes. La Roque d’Anthéron: Vents d’ailleurs, 2012.
- Rentrée de nuit, Novelle. Nouvelles de Nouvelle-Calédonie. Paris: Magellan & Cie éditions, 2015; Sillages d’Océanie 2014. Nouméa: Association des écrivains de la Nouvelle-Calédonie, 2014: 159-163.
- Si sur la carte du monde je contemple les terres, Gedicht. Sillages d’Océanie 2014. Nouméa: Association des écrivains de la Nouvelle-Calédonie, 2014: 35-38.
- À celui qui m’a souhaité ‘Bonne nuit mon ami’ un soir à Port-Vila. Annie Rosès / Artiste barock – Inventaire multiple. Paris: Les Océanîles, 2017: 209-211.
- Je suis née sous la pluie, Novelle. Lifou sous la pluie. Nouméa: Éditions Humanis, 2019.

### Übersetzungen
- Dire le vrai / To Tell the Truth. Zweisprachige Ausgabe von 18 Gedichten mit Déwé Gorodé. Nouméa: Grain de Sable, 1999.
- With Mask, The Man in the Forest, Poem for the Fourth of May. Zweisprachige Ausgabe. Übersetzung von Yzabelle Martineau. Metamorphoses, A Journal of Literary Translation 11.1 (Spring 2003): 106-119.
- By the Edge of the Sea: Short Stories. (Forêt, Terre et Tabac). Übersetzung von Anthony Nanson. Stroud (England): Awen Productions, 2018.

## Preise und Auszeichnungen
- 2001 Prix poésie narrative 2001 beim Salon du livre insulaire d’Ouessant für L’Arbre à souvenir von Jean-Claude Bourdais.
- 2003 Prix poésie 2003 beim Salon du livre insulaire d’Ouessant für Le piéton du dharma.
- 2008 Prix de poésie Antonio Viccaro für sein poetisches Gesamtwerk.
- 2011 Prix Popaï du SILO (Salon International du Livre Océanien) für Les Heures italiques.
- 2011 Prix Vi Nimö (Nouvelle-Calédonie) für Les arbres et les rochers se partagent la montagne.